# Салаи, Андреа
Андреа Салаи (венг. Szalay Andrea; род. 20 мая 1976, Будапешт) — венгерская художественная гимнастка. Участница летних Олимпийских игр 1992, 1996 и 2000 годов.

## Биография
Андреа Салаи родилась 20 мая 1976 года в венгерском городе Будапешт.
Выступала в соревнованиях по художественной гимнастике за «Аттитьюд».
В 1991 году выступала на юниорском чемпионате Европы в Португалии. Трижды участвовала в чемпионатах мира и Европы.
В 1992 году вошла в состав сборной Венгрии на летних Олимпийских играх в Барселоне. В личном многоборье заняла в квалификации 28-е место, набрав 35,825 балла и уступив 0,525 балла худшей из попавших в финал Кристиане Клумпп из Германии.
В 1996 году вошла в состав сборной Венгрии на летних Олимпийских играх в Атланте. В личном многоборье заняла в квалификации 36-е место, набрав 35,898 балла и уступив 1,201 балла попавшей в полуфинал с 20-го места Кате Пьетросанти из Италии.